# ドミトリー・バランジン
ドミトリー・バランジン（Dmitriy Balandin ロシア語: Дмитрий Игоревич Баландин 1995年4月21日 - ）は、カザフスタン・アルマトイ出身の競泳選手である。
韓国の仁川広域市で開催された2014年アジア競技大会では男子50m、100m、200mの平泳ぎ三冠を達成した。2016年リオデジャネイロオリンピックでは男子平泳ぎ200mでノーマークながら金メダルを獲得した。